# Боборыкин, Александр Дмитриевич (экономист)
Александр Дмитриевич Боборыкин (7 ноября 1916, деревня Зароево, Осташковский уезд, Тверская губерния — 23 ноября 1988, Ленинград) — советский экономист, профессор, член-корреспондент Академии педагогических наук (АПН) СССР, ректор Ленинградского государственного педагогического института им. А. И. Герцена (1964—1986).

## Биография
Родился в семье крестьянина Боборыкина Дмитрия Сафоновича.
В 1925 году поступил учиться в среднюю школу, а в 1934 году окончил её. В этой же школе училась Лиза Чайкина — герой Великой Отечественной войны, была расстреляна 23 ноября 1941 года.
Во время войны был заместителем командира дивизиона в артиллерийской бригаде (Карельский и 1-й Украинский фронты). Тяжело ранен. Дошёл до Берлина. Его однополчанин — известный актёр Евгений Весник писал: «Я знаком с личностями, которые созданы для образов художественных, например, академик А. Д. Боборыкин — о нём можно поставить спектакль».
Награждён орденами Красной Звезды, медалями «За освобождение Праги», «За взятие Берлина» и другими. Освобождал Краков, Вену, Будапешт.
После войны, 1946—1949 гг. Александр Боборыкин — студент Ленинградского педагогического института им. М. Н. Покровского, 1949—1952 гг. — аспирант. В 1953 году защитил кандидатскую диссертацию «Чернышевский — крупнейший экономист домарксова периода». 1952—1954 гг. — старший преподаватель кафедры политической экономии педагогического института имени Покровского. 1961—1964 гг. — проректор по учебной работе, 1964—1986 — ректор Ленинградского государственного педагогического института им. А. И. Герцена. В 1964 году совместно с Г. Х. Шахназаровым и другими авторами написал первый учебник «Обществоведение» для средней школы.
В 1968 году избран членом-корреспондентом Академии педагогических наук СССР. Решением Академии ЛГПИ им. А. И. Герцена становится головным педагогическим институтом страны. Став ректором, А. Д. Боборыкин наибольшее внимание уделял развитию факультета русского языка и литературы, факультета иностранных языков, художественно-графического факультета. Особое внимание обращал на формирование и поддержание фонда библиотеки института. Много сил отдавал развитию международных связей, обмену студентами, языковой практике студентов в странах изучаемого языка, укрепляет международные связи ЛГПИ им. А. И. Герцена. Большой профессиональный интерес проявлял к проблеме учебного телевидения, внёс немалый вклад в разработку этого проекта.
Об Александре Дмитриевиче написана книга «Петербургская повесть. Главы жизни ректора А.Д Боборыкина» в серии «Золотые имена» (2002) .
Семья
Жена — Боборыкина Евгения Ефремовна. Дочь Татьяна Боборыкина (род. 1953) - литературовед; внучка — певица Женя Любич.